# RAB17
RAB17‏ (RAB17, member RAS oncogene family) هوَ بروتين يُشَفر بواسطة جين RAB17 في الإنسان.